# Afurcagobius tamarensis
Afurcagobius tamarensis är en fiskart som först beskrevs av Johnston, 1883.  Afurcagobius tamarensis ingår i släktet Afurcagobius och familjen smörbultsfiskar. Inga underarter finns listade i Catalogue of Life.